# Рошія (комуна, Біхор)
Рошія (рум. Roșia) — комуна у повіті Біхор в Румунії. До складу комуни входять такі села (дані про населення за 2002 рік):
- Лазурі (447 осіб)
- Рошія (2189 осіб) — адміністративний центр комуни

Комуна розташована на відстані 389 км на північний захід від Бухареста, 46 км на південний схід від Ораді, 91 км на захід від Клуж-Напоки, 146 км на північний схід від Тімішоари.

## Населення
За даними перепису населення 2002 року у комуні проживали 2636 осіб, усі — румуни. Усі жителі комуни рідною мовою назвали румунську.
Склад населення комуни за віросповіданням:
| Релігія        | Кількість осіб | Відсоток |
| -------------- | -------------- | -------- |
| православні    | 2310           | 87,6%    |
| п'ятдесятники  | 325            | 12,3%    |
| греко-католики | 1              | < 0,1%   |

## Зовнішні посилання
- Дані про комуну Рошія на сайті Ghidul Primăriilor